# Perussuomalaiset
Die Perussuomalaiset (kurz PS oder PerusS; schwedisch Sannfinländarna; deutsch Basisfinnen oder Wahre Finnen, seit 2012 Die Finnen) sind eine rechtspopulistische Partei in Finnland, die 1995 aus der Suomen maaseudun puolue hervorging.
Die Partei bezeichnet sich als patriotisch sowie EU-skeptisch und versteht sich als opponierende Kraft gegen das „Establishment“. Bei der Parlamentswahl in Finnland 2023 wurde sie mit 20,1 Prozent der Stimmen zweitstärkste Partei und stellt mit 46 Abgeordneten die zweitgrößte Fraktion.
Sie war von 2015 bis 2017 erstmals an einer Mitte-rechts-Koalition beteiligt (Kabinett Sipilä). Nach der Wahl von Jussi Halla-aho zum Parteivorsitzenden wurde die Koalition seitens des Ministerpräsidenten Juha Sipilä aufgekündigt und mit dem abgespaltenen moderaten Teil der Partei (Blaue Zukunft) fortgeführt. 2023 trat die Partei erneut in eine Regierungskoalition ein (Kabinett Orpo).

## Geschichte
PS ging 1995 aus der populistischen Bauernpartei Suomen Maaseudun Puolue (SMP) hervor. Letztere hatte zu diesem Zeitpunkt eine Phase des Niedergangs hinter sich, die unter anderem ihrem aggressiv fremdenfeindlichen Programm geschuldet war. Zwar kehrte die SMP Mitte der Neunziger zu einem moderateren Programm zurück, konnte ihren politischen Konkurs aber dadurch nicht verhindern. Daraufhin gründete ein Teil der SMP-Abgeordneten unter Führung von Raimo Vistbacka die PS. Ziel der Parteineugründung war es nach Aussage der PS, „eine Alternative zur Politik der existierenden Parteien anzubieten“.
Auf der Wahlliste von 1996 fanden sich auch Mitglieder der rechtsextremen Suomen Isänmaallinen Kansanliike (SIKL). Nach den Parlamentswahlen 2003 war die Partei erstmals mit drei, nach den Parlamentswahlen 2007 mit fünf Abgeordneten im Parlament vertreten. Die starke Zunahme der Stimmen für die Partei bei jeder dieser Wahlen wird insbesondere den rednerischen Fähigkeiten ihres seit 1997 amtierenden Parteipräsidenten Timo Soini zugeschrieben. Dieser war auch Kandidat der Basisfinnen bei den Präsidentschaftswahlen 2006 und wurde mit 3,4 Prozent der Stimmen fünfter von acht Bewerbern.
Bei der Europawahl in Finnland 2009 trat die Partei in einem Wahlbündnis mit der christdemokratischen KD an, das 14 Prozent der Stimmen und zwei Sitze erreichte, von denen einer an die PS ging und von Soini eingenommen wurde. Der Sitz im Europaparlament wurde von Sampo Terho übernommen, als Soini im Frühjahr 2011 ins Finnische Parlament gewählt wurde. Die Partei war zunächst Mitglied in der Fraktion Europa der Freiheit und der Demokratie. Im Jahr 2014 wechselte sie in die Fraktion der Europäischen Konservativen und Reformer. Bei den Präsidentschaftswahlen 2012 wurde Soini mit 9,4 Prozent der Stimmen vierter von acht Kandidaten.
Bei der Parlamentswahl 2015 wurde die Partei mit 17,7 Prozent der Stimmen erstmals drittstärkste Partei und stellte mit 38 Abgeordneten die zweitgrößte Fraktion. Sie bildete mit der liberal-konservativen Sammlungspartei unter Führung der liberalen Zentrumspartei eine Mitte-rechts-Koalition, welche nach der Spaltung der Partei am 13. Juni 2017 beendet wurde. Nachdem der rechtsnationale Jussi Halla-aho am 10. Juni 2017 zum Parteivorsitzenden gewählt wurde, kam es zur Spaltung der Partei. Der moderatere Flügel spaltete sich in die neue Gruppierung Uusi vaihtoehto (deutsch Neue Alternative) ab, der der langjährige Vorsitzende Timo Soini sowie sämtliche Minister angehören. Aus dieser ging kurze Zeit später die Partei Blaue Zukunft (Sininen tulevaisuus) hervor. Nach der Spaltung verfügte Perussuomalaiset im Parlament nur noch über 17 Sitze und war nur noch die fünftstärkste Fraktion.
Bei der Parlamentswahl 2019 wurde die PS mit 17,5 Prozent der Stimmen erstmals zweitstärkste Partei und stellte 39 Abgeordnete. Bei der Parlamentswahl 2023 konnte sie ihren Wähleranteil auf 20,1 Prozent (46 Abgeordnete) steigern und wurde im Kabinett Orpo erneut an der Regierung beteiligt.

## Programm und ideologische Verortung
Im Programm der PS herrschen EU-Skepsis, Kritik an der aktuellen Zuwanderungspolitik und andere rechtspopulistische Positionen vor. Bei den Kommunalwahlen 2008 gewann die PS vor allem in jenen Gebieten an Wählerstimmen, in denen die Sozialdemokraten und das Linksbündnis an Stimmen verloren. Bei den Parlamentswahlen von 2011 hatten laut Beobachtern besonders ihre EU-Ablehnung sowie das Misstrauen gegenüber den etablierten Parteien, die sich in ihren Positionen zunehmend weniger unterscheiden, eine wesentliche Rolle für das Wählerpotential.
Die PS setzt sich unter anderem für die Abschaffung von Schwedisch als verpflichtender Fremdsprache und eine Verschärfung des Asylrechts ein. Daneben finden sich im Bereich Wirtschaft auch eher linke Forderungen: die Erhöhung der Steuer auf Kapitalgewinne (von 28 % auf 30 % in der höchsten Steuerklasse) und die Wiedereinführung einer Vermögenssteuer. Außerdem vertritt die Partei einige konservative Standpunkte, so wird die gleichgeschlechtliche Ehe abgelehnt. Die PS ist eine der wenigen rechten und rechtspopulistischen Parteien in Europa, die die Existenz des durch den Menschen verursachten Klimawandels zugeben und auch dessen Gefahren nicht bestreiten. Anders als andere Parteien der populistischen Rechten in Europa positioniert sich die PS strikt antirussisch und unterstützt den Abwehrkampf der Ukraine. Sie bejaht den Beitritt Finnlands zur NATO.
Programmatisch ähnliche Parteien in den nordischen Nachbarländern sind die Dänische Volkspartei, die norwegische Fortschrittspartei und die Schwedendemokraten. Die PS gehörte zu den Gründungsparteien der Europäischen Allianz der Völker und Nationen, der vor der Europawahl 2019 angekündigten neuen rechtspopulistischen Fraktion. Sie verließ diese im Zusammenhang des Krieges in der Ukraine jedoch 2023 und erklärte, sich fortan den Europäischen Konservativen und Reformern anzuschließen, da jene zur „kompromisslosen Verteidigung der westlichen Zivilisation und der europäischen Sicherheitsarchitektur“ bereit seien. Andererseits sehen sich hochrangige Parteivertreter wie z. B. Teuvo Hakkarainen mit Homophobie- und/oder Rassismusvorwürfen konfrontiert.
Anlässlich des Unabhängigkeitstages am 6. Dezember veranstaltete der PS-Abgeordnete Teemu Keskisarja eine Demonstration mit anschließendem Fackelmarsch durch Helsinki, an denen mit der faschistischen Blau-Schwarzen Bewegung (Sinimusta Liike, SML), Soldiers of Odin, Blood & Honour, Black Bloc, Club 8 und Active Club Finland auch verschiedenste rechtsextremistische Gruppen teilnahmen.

## Führungspolitiker

### Parteivorsitzende
- Raimo Vistbacka (1995–1997)
- Timo Soini (1997–2017)
- Jussi Halla-aho (2017–2021)
- Riikka Purra (seit 2021)

### Generalsekretäre
- Timo Soini (1995–1997)
- Rolf Sormo (1997–1999)
- Hannu Purho (1999–2007)
- Ossi Sandvik (2007–2013)
- Riikka Slunga-Poutsalo (2013–2019)
- Simo Grönroos (2019–2021)
- Arto Luukkanen (2021–2023)
- Harri Vuorenpää (seit 2023)

## Wahlergebnisse

### Parlamentswahlen
| Jahr | Mandate | Stimmen | %      |
| ---- | ------- | ------- | ------ |
| 1999 | 01      | 026.440 | 1,0 %  |
| 2003 | 03      | 043.816 | 1,6 %  |
| 2007 | 05      | 112.099 | 4,1 %  |
| 2011 | 39      | 560.075 | 19,1 % |
| 2015 | 38      | 524.054 | 17,7 % |
| 2019 | 39      | 538.731 | 17,5 % |
| 2023 | 46      | 620.981 | 20,1 % |

### Kommunalwahlen
| Jahr | Mandate | Stimmen | %       |
| ---- | ------- | ------- | ------- |
| 1999 | 0.138   | 021.999 | 0,9 %   |
| 2000 | 0.109   | 014.712 | 0,7 %   |
| 2004 | 0.106   | 021.417 | 0,9 %   |
| 2008 | 0.442   | 137.446 | 5,4 %   |
| 2012 | 1.195   | 307.797 | 12,34 % |
| 2017 | 0.770   | 227.297 | 8,8 %   |

### Europawahlen
| Jahr | Mandate | Stimmen | %      |
| ---- | ------- | ------- | ------ |
| 1996 | 0       | 015.004 | 0,7 %  |
| 1999 | 0       | 009.854 | 0,8 %  |
| 2004 | 0       | 008.900 | 0,9 %  |
| 2009 | 1       | 162.571 | 9,8 %  |
| 2014 | 2       | 222.102 | 12,9 % |
| 2019 | 2       | 253.176 | 13,8 % |

### Präsidentschaftswahlen
| Jahr | Kandidat         | Stimmen | %     |
| ---- | ---------------- | ------- | ----- |
| 2000 | Ilkka Hakalehto  | 031.405 | 1,0 % |
| 2006 | Timo Soini       | 103.368 | 3,4 % |
| 2012 | Timo Soini       | 287.571 | 9,4 % |
| 2018 | Laura Huhtasaari | 207.175 | 6,9 % |